# Педагогічна газета України
«Педагогічна газета України» (до 2019 —  під назвою «Педагогічна газета») — періодичне видання Національної академії педагогічних наук України.

## Історія
Заснована у 1994 році НАПНУ у Києві. Припинила існування у 2022 році.
До 2019 року мала назву «Педагогічна газета». Спочатку була щомісячною, а з 2015 року — виходила раз на 2 місяці.
Містила рубрики:« Новини, Події», «Міжнародна співпраця», «Вища освіта», «Школа», «Професійна освіта, Професійна орієнтація», «Дошкільна освіта», «Позашкілля», «Педагогічні читання», «Актуальне інтерв'ю», «Досвід», «Погляд практика», «Школа майбутнього», «Бібліотека», «Педагогіка і мистецтво», «Спадщина», «Мозаїка».
Газета висвітлювала пріоритети освітньої політики, підсумки реалізації Програми спільної діяльності Міністерства освіти і науки, молоді та спорту й Національної академії педагогічних наук України, обговорення найактуальніших проблем сучасної загальноосвітньої школи, вищої і професійно-технічної, дошкільної та позашкільної освіти.
Повідомляла про наукову роботу Президії НАПН України, наукових інститутів та наукових центрів, які входять до складу Академії, відповідно до напрямів їхньої діяльності — наукові дослідження, експериментальну роботу, масові науково-практичні заходи, підготовку та атестацію науково-педагогічних кадрів, видавничу та виставкову діяльність, міжнародне наукове співробітництво, наукову інформаційно-пошукову та освітню музейну діяльність тощо.